# Sub Pop
Sub Pop est un label discographique indépendant américain de rock, basé à Seattle. Il est fondé en 1986 par le journaliste Bruce Pavitt et l'organisateur de concert Jonathan Poneman à Seattle dans l'État de Washington, aux États-Unis. Le label est celui qui va accompagner les beaux jours du mouvement grunge de Seattle. Parmi leurs faits de gloire figure la production du premier album du groupe Nirvana, Bleach, en 1989, ainsi que plus récemment les albums du groupe The Shins.
Depuis 1995, le label est détenu à 49 % par la major Warner.

## Histoire

### Origines
Les origines du label remontent au fanzine Subterranean Pop créé par Bruce Pavitt en mai 1980. Ce dernier, fan de punk rock, avait précédemment animé une émission du même nom sur la radio de son université, l'Evergreen State College, où il avait découvert la richesse des scènes locales ou régionales de rock indépendant. À partir du troisième numéro, le fanzine raccourcit son titre pour devenir Sub Pop. En juillet 1981, Pavitt a l'idée d'adjoindre à Sub Pop 5 une cassette de singles des artistes chroniqués.
Après son déménagement pour Seattle, Bruce Pavitt continue d'utiliser le nom Sub Pop, cette fois pour une chronique dans le magazine de rock local The Rocket et une émission sur la radio universitaire KCMU, toutes deux intitulées Sub Pop U.S.A.,. Il abandonne le format cassette après Sub Pop 9 au profit du vinyle avec la compilation Sub Pop 100, qui rassemble des artistes de rock indépendant issus de diverses scènes régionales : Sonic Youth (New York), Scratch Acid (Austin), Naked Raygun (Chicago), Skinny Puppy (Vancouver), ainsi que les locaux The U-Men et Steve Fisk. C'est sur ce LP qu'apparaît pour la première fois le logo du futur label Sub Pop.
Sub Pop 100 permet à Bruce Pavitt d'entrer en contact avec Jonathan Poneman, qui l'interviewe à l'occasion de la sortie du disque dans son émission Audioasis consacrée aux groupes locaux. Un temps rivaux, ils vont finir par s'entendre pour lancer véritablement Sub Pop. Pavitt a obtenu de sortir l'EP de Green River Dry As a Bone sur le label, mais le disque ne parait qu'un an après son enregistrement en raison d'un manque de fonds. Poneman améliore un peu la situation en apportant 2 000 $ qui permettent à Sub Pop de sortir le premier EP de Soundgarden, Screaming Life,. Il accepte encore de financer un nouvel EP, Rehab Doll par Green River, et devient finalement un partenaire du label à égalité en nombre de parts avec Pavitt. Ils se partagent implicitement les tâches de gestion de la société, Pavitt s'occupant plutôt des artistes et du catalogue, Poneman des aspects légaux et financiers — tout en étant également impliqué dans la partie artistique. Les deux hommes se rejoignent sur une vision pour Sub Pop, celle de publier et promouvoir la scène locale de Seattle, dont ils sont tous deux convaincus du potentiel.

### Expansion avec la scène de Seattle

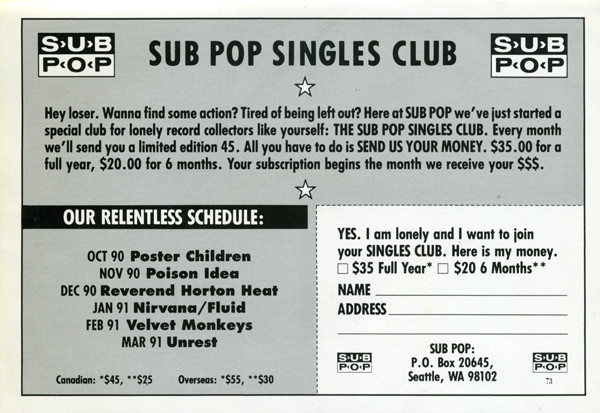
Fiche d'inscription au Su Pop Singles Club.

En mars 1988, John Poneman et Bruce Pavitt décident de franchir un cap important en démissionnant de leurs emplois afin de pouvoir travailler à plein temps pour Sub Pop. La société emménage dans ses premiers bureaux dans le centre de Seattle ; la date de début du bail, le 1er avril 1988 est considérée par les fondateurs comme la date de naissance effective de Sub Pop. Du côté artistique, la situation du label apparaît délicate, car ses deux principaux groupes font défection : Green River se sépare, et Soundgarden signe sur le label californien SST Records, alors très influent et réputé. Les deux groupes doivent cependant publier tous deux un dernier album avant de partir ; Sub Pop sort également des disques des groupes locaux TAD, Mudhoney (formé notamment par les ex-Green River Mark Arm et Steve Turner) et le premier single de Nirvana, Love Buzz/Big Cheese.
Travaillant dans la précarité, Poneman et Pavitt expérimentent de nombreuses idées afin de faire vivre le label. Ils créent ainsi pour un public de collectionneurs le Sub Pop Singles Club, dont les abonnés reçoivent pendant un an des singles en édition limitée sans savoir à l'avance ce qui va sortir. Le premier single sorti sous ce format est Love Buzz de Nirvana. Ils sortent également à destination des collectionneurs des éditions limitées sur vinyle coloré de leurs singles. Les deux dirigeants s'attachent particulièrement à tout ce qui peut faire connaître Sub  Pop, acceptant toutes les interviews possibles, et concevant une ligne de tee-shirt comportant d'un côté le logo Sub Pop, et de l'autre l'inscription « LOSER ». Le choix des disques poursuit un double objectif : ancrer localement le label avec des disques de groupes de Seattle et des environs, et créer un réseau de scènes indépendantes régionales en publiant des singles d'artistes d'autres villes. Sub Pop devient également distributeur pour d'autres labels indépendants, comme K Records de Calvin Johnson, ami de longue date de Bruce Pavitt qui avait participé au fanzine Sub Pop,.
Sub Pop sort ensuite une nouvelle compilation de vingt titres, Sub Pop 200, avec notamment la participation de TAD, Nirvana, Screaming Trees, The Walkabouts, Mudhoney et Soundgarden. Le disque renforce l'idée de l'existence d'un son spécifique à Seattle. Une copie parvient au célèbre animateur John Peel, qui le diffuse dans son émission sur BBC Radio 1 et écrit une critique favorable dans le journal The Observer ; dans le même temps, Mudhoney qui vient de sortir le futur hymne du groupe autant que de Sub Pop Touch Me I'm Sick devient le premier groupe du label à se produire en dehors des États-Unis en obtenant la première partie de la tournée européenne de Sonic Youth. Poneman et Pavitt capitalisent sur ce début de reconnaissance internationale en obtenant un article dans l'hebdomadaire Melody Maker qui attire l'attention de la presse musicale britannique sur Sub Pop et la scène de Seattle.
Peu après, en juin 1989, Sub Pop sort Bleach, le premier album de Nirvana. Sub Pop s'attire la concurrence des majors : Mother Love Bone, principalement issu de Green River signe sur Polygram, bientôt suivi par Nirvana qui passe chez Geffen Records.
La situation financière de Sub Pop demeure précaire, notamment en raison de plaintes concernant la couverture de l'album de Tad 8-Way Santa, et la faillite d'un distributeur qui devait de l'argent à la société. La presse locale spécule sur une possible faillite. Le label parvient à se sauver. Le premier facteur est l'arrivée de Rich Jensen à la comptabilité qui, malgré son inexpérience, parvient à dégager des fonds en mettant de l'ordre dans les pratiques financières anarchiques des fondateurs. Ensuite, Sub Pop réussit à convaincre Mudhoney de sortir sur le label son album Every Good Boy Deserves Fudge, qui se vend à 75 000 exemplaires.

### Explosion de Nirvana et du grunge
Le nouvel album de Nirvana, Nevermind, sort le 24 septembre 1991 sur Geffen Records. Alors que le tirage initial n'était que d'un peu plus de 40 000 exemplaires, l'album devient un phénomène commercial international, se vendant à 30 millions d'exemplaire dans le monde entre 1991 et 2011. Ce succès phénoménal représente une énorme manne financière pour Sub Pop, car Geffen avait racheté le contrat de Nirvana non seulement contre 75 000 $, mais aussi et surtout contre 2 % de royalties sur les deux prochains albums du groupe. Le label de Seattle touche donc une somme importante pour Nevermind, mais aussi pour les ventes de l'album suivant, In Utero. La popularité de Nirvana relance également les ventes de Bleach, et dope celles d'Incesticide, compilation de singles hors-album et autres titres raretés de Nirvana dans ses années Sub Pop. Sub Pop se retrouve ainsi pour la première fois dans une situation d'abondance financière.
Le succès de Nirvana ne reste pas un phénomène isolé, et est suivi par celui d'autres groupes basés à Seattle : Pearl Jam (dont certains membres faisaient précédemment parte de Mother Love Bone), Soundgarden, Alice in Chains. La bande originale du film Singles situé à Seattle, qui comporte des titres de ces groupes, obtient également un grand succès. Une mode vestimentaire grunge apparaît également. Même si aucun des artistes grunge à succès n'est plus sur Sub Pop, le rôle du label dans l'éclosion du mouvement lui apporte une grande notoriété.
Alors que d'autres labels se ruent vers Seattle dans l'espoir d'y découvrir le prochain Nirvana, Sub Pop réagit en diversifiant son style musical. En 1992, le label publie des disques de Billy Childish, une compilation du groupe The Vaselines (inspiration de Kurt Cobain), en plus de ceux d'autres artistes classés grunge : The Walkabouts, Beat Happening.
Une conséquence directe de la prospérité de Sub Pop est l'ouverture à Seattle de son propre magasin de disques et produits dérivés, le Sub Pop Mega Mart.
Cette période euphorique s'arrête brutalement avec l'annonce de la mort de Kurt Cobain le 8 avril 1994. La fête d'anniversaire de Sub Pop qui était prévue pour le lendemain est néanmoins maintenue ; elle se déroule dans une ambiance de veillée funèbre.

### Arrivée de Warner et l'après-Pavitt
Après des hésitations, Pavitt et Poneman finissent par se convaincre que la formation d'une alliance avec une major est inéluctable. Microsoft, Sony Music, Geffen Records et Universal leur font des offres de rachat. Un accord est finalement trouvé avec Warner Music Group, qui achète 49 % des parts de Sub Pop contre 20 millions de dollars. Ces conditions semblent très favorables pour Sub Pop et ses fondateurs : le label demeure indépendant, et Pavitt et Poneman gardent le contrôle majoritaire de la société et conservent la liberté d'en définir la direction artistique. Le début de la collaboration avec Warner s'avère pourtant chaotique, en raison de l'instabilité au sein de la major, qui ne cesse de changer d'équipe de direction.
Sub Pop utilise cette nouvelle manne financière pour se développer. Des bureaux sont ouverts à Toronto et Londres, et de nouveaux artistes sont signés. Le succès est au rendez-vous avec Sunny Day Real Estate, dont l'album Diary se vend à plus de 250 000 unités. Plusieurs autres sorties déçoivent, en se vendant moins bien qu'espéré, comme Harmacy de Sebadoh.
Bruce Pavitt ne se sent plus en phase avec la nouvelle direction prise par Sub Pop, et est en désaccord avec Jon Poneman sur la stratégie à adopter. Souhaitant passer plus de temps avec sa famille, il démissionne fin 1996,, tout en conservant ses 25 % des parts de la société. La séparation des anciens co-managers se passe dans de mauvaises conditions : selon Pavitt, au cours des sept années suivantes ils ne se parleront plus que par avocats interposés.
Fin 1998, constatant qu'aucun nouveau disque à succès ne semble arriver, la presse spécule à nouveau sur une prochaine faillite du label ou un rachat par Warner. Jon Poneman, désormais seul en charge, est pourtant optimiste. Après avoir perdu de l'argent pendant quatre années consécutives, avec l'arrivée des Murder City Devils (en), puis d'autres groupes en 1999-2000 dans le cadre d'un petit mouvement de « renaissance du rock » (The Go, The Hellacopters), Sub Pop retourne aux sources de ses succès précédents.
Sub Pop renoue véritablement en 2001 avec le single New Slang de The Shins, suivi par l'album Oh, Inverted World. La chanson se fait connaître en étant utilisée dans un spot publicitaire de McDonald's, ce qui n'est pas sans créer une controverse, puis dans le film Garden State. Oh, Inverted World se vend finalement à plus de 500 000 exemplaires. Selon Jon Poneman, le succès de The Shins et son impact positif sur Sub Pop sont comparables avec ceux de Nirvana dans les années 1990. Un autre succès de cette époque est l'album Give it up de The Postal Service, dont les ventes sont dopées par la décision alors assez inédite d'offrir le titre Such Great Heights en téléchargement gratuit sur subpop.com. En dépit de l'incompréhension de certains artistes, le label généralise cette pratique, considérant cette diffusion numérique comme l'équivalent moderne d'un passage à la radio.
Un développement inattendu au début des années 2000 est l'arrivée d'artistes de comédie. Le premier d'entre eux est David Cross, qui obtient la première nomination à un Grammy Award pour le label de Seattle (dans la catégorie du meilleur album comique pour Shut Up You Fucking Baby!). Il est suivi par le duo néo-zélandais Flight of the Conchords qui remporte le Grammy du meilleur album comique en 2008.
En 2002, Mudhoney, groupe emblématique de Sub Pop, choisit de revenir sur le label pour sortir son nouvel album Since We've Become Translucent. Toutes les sorties suivantes du groupe se font sur Sub Pop.
En 2006, Sub Pop obtient une certification Green-e en achetant suffisamment d'énergie renouvelable pour compenser sa consommation d'énergie totale.

## Groupes et artistes notables
- Afghan Whigs
- The Album Leaf
- Beach House
- Band of Horses
- Beat Happening
- Built to Spill
- The Brunettes (en)
- Cansei de Ser Sexy
- clipping.
- CocoRosie
- Corridor
- Comets on Fire
- The Constantines (en)
- Death Cab for Cutie
- Deep Sea Diver
- Dum Dum Girls
- Jennifer Gentle (en)
- Julie Doiron
- Earth
- Eric's Trip
- Fleet Foxes
- Foals
- Frankie Cosmos
- Green River
- Hellacopters
- Holopaw
- Hot Hot Heat
- Hot Snakes
- Iron and Wine
- The Jesus and Mary Chain
- Kinski
- L7
- Les Thugs
- Loney, Dear
- Love as Laughter (en)
- Low
- J Mascis
- Eric Matthews
- METZ
- Mogwai
- Modest Mouse
- Mudhoney
- Murder City Devils (en)
- Nirvana
- Nebula
- No Age
- Obits (en)
- Pedro the Lion (en)
- Pissed Jeans
- The Postal Service
- Quasi
- The Rapture
- The Thermals
- The Vaselines
- Rapeman
- Rogue Wave
- Rolling Blackouts Coastal Fever
- Saint Etienne
- Screaming Trees
- Seaweed
- Sebadoh
- Shabazz Palaces
- The Shins
- Sleater-Kinney
- Slift
- Soundgarden
- Sunny Day Real Estate
- The Supersuckers
- Tad
- Chad VanGaalen
- Vue (en)
- The Walkabouts
- Washed Out
- Suki Waterhouse
- Weyes Blood
- Wipers
- Wolf Eyes
- Wolf Parade

### Publications
- Jonathan Lopez, Sub Pop, Editions du Camion Blanc, 2023, 1re éd., 278 p., relié (ISBN 978-2378484170)